# Символизъм (литература)
За символизма като направление в изкуството виж Символизъм.
За начало на Европейския символизъм започва да се говори след сонета на Шарл Бодлер „Съответствия“. Приема се, че той е основополагащ за символизма. Именно Бодлер създава темата за универсалните аналогии, според която целостта е осъществена посредством мистическа връзка между нещата. Тази връзка се долавя интуитивно от твореца и се изразява чрез символите.

## Философска основа на Символизма
Философската основа на символизма е неоплатонисткото разбиране за тукашния свят като несъвършено отражение на един по-висш, идеален свят. Поетическият език чрез способността си да прави единни, тъждествени, разделените същности е път към единението, към целостта. При символизма се появява полисемантичност на езиковия знак. Всяка дума има претенцията да принадлежи с еднакво основание на синонимен и омонимен ред от значения. Символизмът изостря сетивата за онова, което е извън словото и се движи на границата между смисъла и безсмислицата, което изисква владеенето на особен език, този на мълчанието. Символизмът е шумен като манифести, но вглъбен като поетически изказ. Символистите отричат разликата между проза и поезия. Всичко е поезия, когато е свързано с музикалността, която отделя изкуството от не изкуството. Думите са сродни с музиката и положени в нея, а поетът трябва да разкрие тяхната музикалност. Френският символизъм сваля опозицията добро зло, поставя грозното на мястото на изящното (Цветя на злото на Бодлер).

## Представители
Най-известните представители на символизма са поетите Шарл Бодлер, Стефан Маларме, Пол Верлен, Артюр Рембо, Емил Верхарен, Жан Мореас, Александър Блок, писателите Жорис-Карл Юисманс и Пол Адам, драматурзите Морис Метерлинк и Огюст Вилие дьо л'Ил-Адам.

## Символизмът в България
В България символизмът достига през първите години на XX век, когато много от младите поети започват да пишат в този стил. Сред тях са Пейо Яворов, Димчо Дебелянов, Теодор Траянов, Николай Лилиев, Христо Ясенов, Емануил Попдимитров.
Съществуват разногласия по отношение на поетичния манифест на символизма, на първата поетична творба, написана в съответствие с новата естетика на символизма. Това място си оспорват „Песен на песента ми“ на Яворов и „Новият ден“ на Теодор Траянов. Според Симеон Хаджикосев въпросът дали Яворов е символист или не има еднозначен отговор, но по отношение на българския символизъм той е фигура, която има аналогично значение на това на Бодлер за френския. С. Хаджикосев изтъква, че самият Яворов никога не се е смятал за символист, не е участвал в кръговете на младите поети символисти, а когато започва да излиза печатния орган на символистите сп. Звено (1914), той вече е приключил творческото си дело. Езикът на Яворов според С. Хаджикосев не се идентифицира напълно със символистичния език, защото символистичният канон предполага винаги един втори пласт на езика, който липсва при Яворов. Всъщност той заема символистични клишета, които впоследствие да разруши. Ако при Теодор Траянов откриването на ценностите е финалният акорд на поезията му, то при Яворов се започва с това разрушаване, чиято история поезията му описва.